# Gramàtica universal
La gramàtica universal és una teoria lingüística de l'escola transformacional i generativa que afirma que hi ha determinats principis comuns a totes les llengües naturals. En aquesta teoria, s'hi diu que aquests principis són innats dins la condició humana, i va més enllà de la gramàtica nocional d'Otto Jespersen, de la qual és hereva.
Aquesta teoria no afirma pas que totes les llengües naturals tinguin la mateixa gramàtica, o que tots els humans estiguin "programats" amb una estructura que rau sota totes les expressions de llengües humanes, sinó que hi ha una sèrie de regles que ajuden els nens a adquirir llur llengua materna.
Qui estudien la gramàtica universal tenen el propòsit d'aconseguir abstraure generalitzacions comunes a diversos idiomes, sovint de la manera següent: "Si X és cert, llavors Y s'esdevé". Aquest estudi s'ha estès a nombroses disciplines lingüístiques, com la fonologia i la psicolingüística.
Dos lingüistes que han tingut una influència considerable en aquesta àrea, ja sigui directament o mitjançant l'escola que han promogut, són Noam Chomsky i Richard Montague.